# Saschiz, Mureș
Saschiz, mai demult Saschizd, Chizd (în dialectul săsesc Keist, Kaest, în germană Keisd, Kaisd, Keißd, Kaißd, Hünenburg, Hujnerschburg;, în maghiară Szászkézd) este satul de reședință al comunei cu același nume din județul Mureș, Transilvania, România.

## Istoric
Satul Saschiz este atestat documentar din anii 1308-1310.
Localitatea Saschiz (cunoscută în limba română și sub denumirile alternative Saschizd, Chizd) a fost populată de secui până la sfârșitul secolului al XIII-lea, când a devenit o localitate populată preponderent de sași, sub denumirea de Kaissdit (cunoscută în limba germană și sub denumirile alternative Hünenburg, Hujnerschburg, Keisd, Kaisd, Keißd, Kaißd [in Weinland, Königsboden], iar în dialectul săsesc Keist, Kaest).
Saschizul a rivalizat chiar cu Sighișoara care, în acea vreme, era "capitala" sașilor din Transilvania. Acest orășel era centrul pentru capitulum-ul din Szászkézd (casa pentru adunarea canonicilor), motiv pentru care, în 1663, Mihai Apafi I, princepele maghiar al Transilvaniei (1661-1690), a ținul o dietă (sesiune a Parlamentului) în biserica din localitate. Lucrările de construcție a acestei biserici au început în 1493 și au fost terminate, ca biserică fortificată, în prima jumătate a secolului al XVI-lea. Turnul și biserica mică au ajuns să aibă înfățișarea actuală în anul 1677. Turnul, care seamănă cu Turnul cu Ceas din Sighișoara (forma pe care o avea anterior incendiului din 1676), pe care meșterii făuritori l-au avut ca model, a fost renovat în 1832, dar a fost serios avariat de cutremurul din 1986. Acoperișul Turnului, îmbrăcat în țiglă smălțuită, colorată în diverse culori, are forma unei piramide ascuțite. Dintre obiectele aflate în biserică, o valoare deosebită o are un potir gotic, lucrat acum mai bine de 500 de ani de către un artist necunoscut.
În 1494, localitatea Saschiz (Keisd) a primit de la provincia Sibiu, membră a celor Șapte scaune săsești, suma de 50 de guldeni, apoi în 1497 sume de 25 guldeni, în 1521 încă 16 guldeni și, în sfârșit, în 1525 alți 15 guldeni, contribuție pentru construirea Bisericii fortificate.
Bisericii Sf. Ștefan (în germană Stephanskirche) i-a fost acordat în perioada 1503-1507, dreptul de acordare a indulgențelor. Aceste indulgențe erau acordate contracost de Biserica Catolică exact în perioada 1503-1507, epocă care a premers Reformei protestante. 
În anul 1677 a fost supraînălțat turnul principal, de un maistru constructor tirolez, care a luat ca model Turnul cu Ceas din Sighișoara. În aprilie 1714, un incendiu devastator a distrus cea mai mare parte a clădirilor din Saschiz, ocazie cu care s-au topit și cele trei clopote ale turnului cu ceas. În afară de biserica fortificată Sf. Ștefan, în Saschiz mai existau alte șase biserici, motiv pentru care orașul mai era cunoscut sub denumirea neoficială de Siebenkirchen (șapte biserici). Mai există astăzi urme a patru din ele.

## Biserica

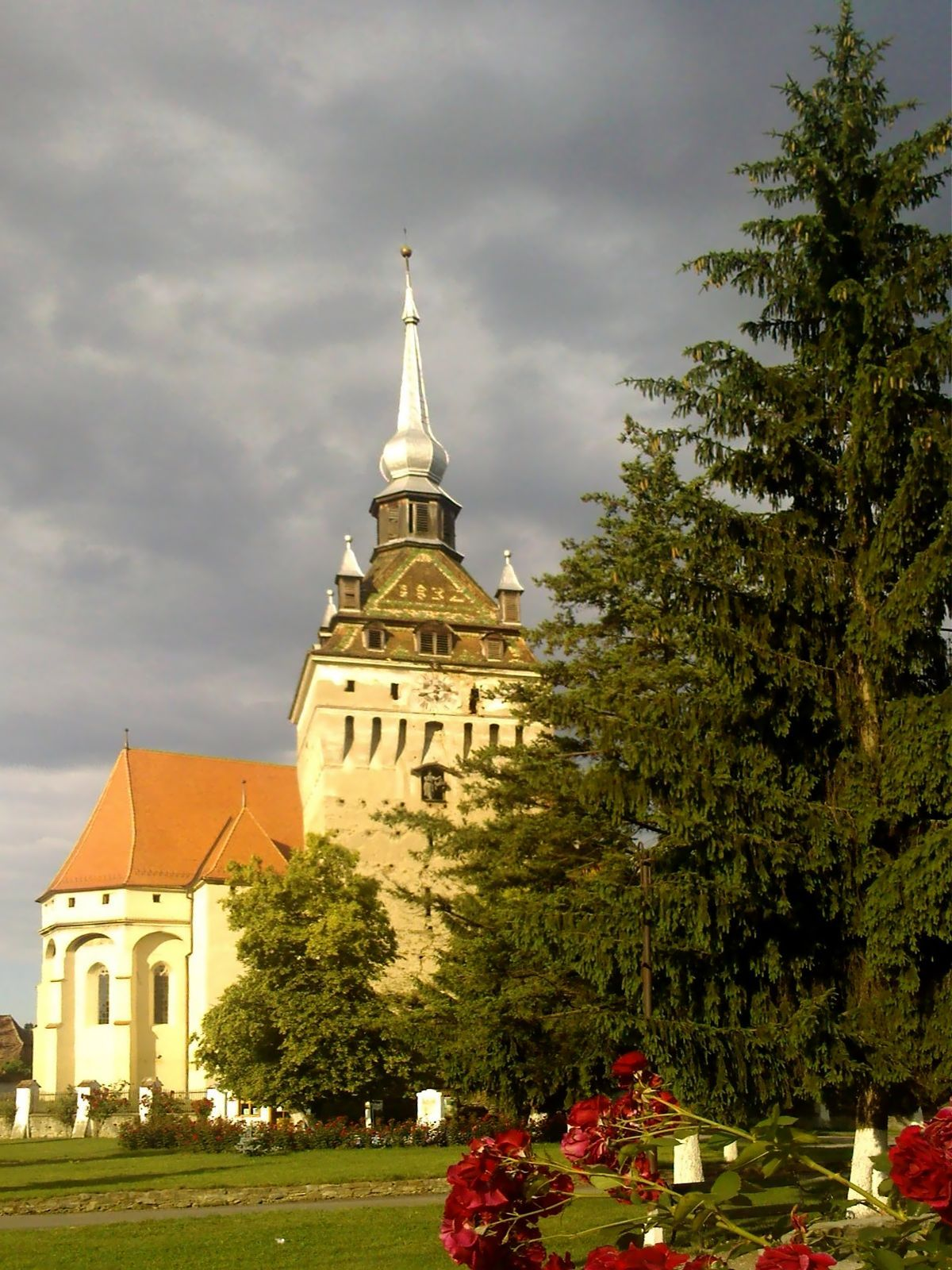
Biserica fortificată

- Vezi și Biserica fortificată din Saschiz

Pe locul unde altă dată se afla o bazilică romanică, s-a ridicat în 1493 o mare biserică fortificată în onoarea regelui Ștefan I al Ungariei. Biserica masivă, construită din piatră de carieră, în stil gotic, este de tip sală, întărită cu 22 de contraforturi. Sala  este foarte lată și lungă, iar corul este închis pe trei laturi. În 1496 a fost terminat corul bisericii, iar în 1525 toate lucrările au fost terminate. Biserica evanghelică fortificată din Saschiz face parte din patrimoniul mondial UNESCO.

## Fortificația

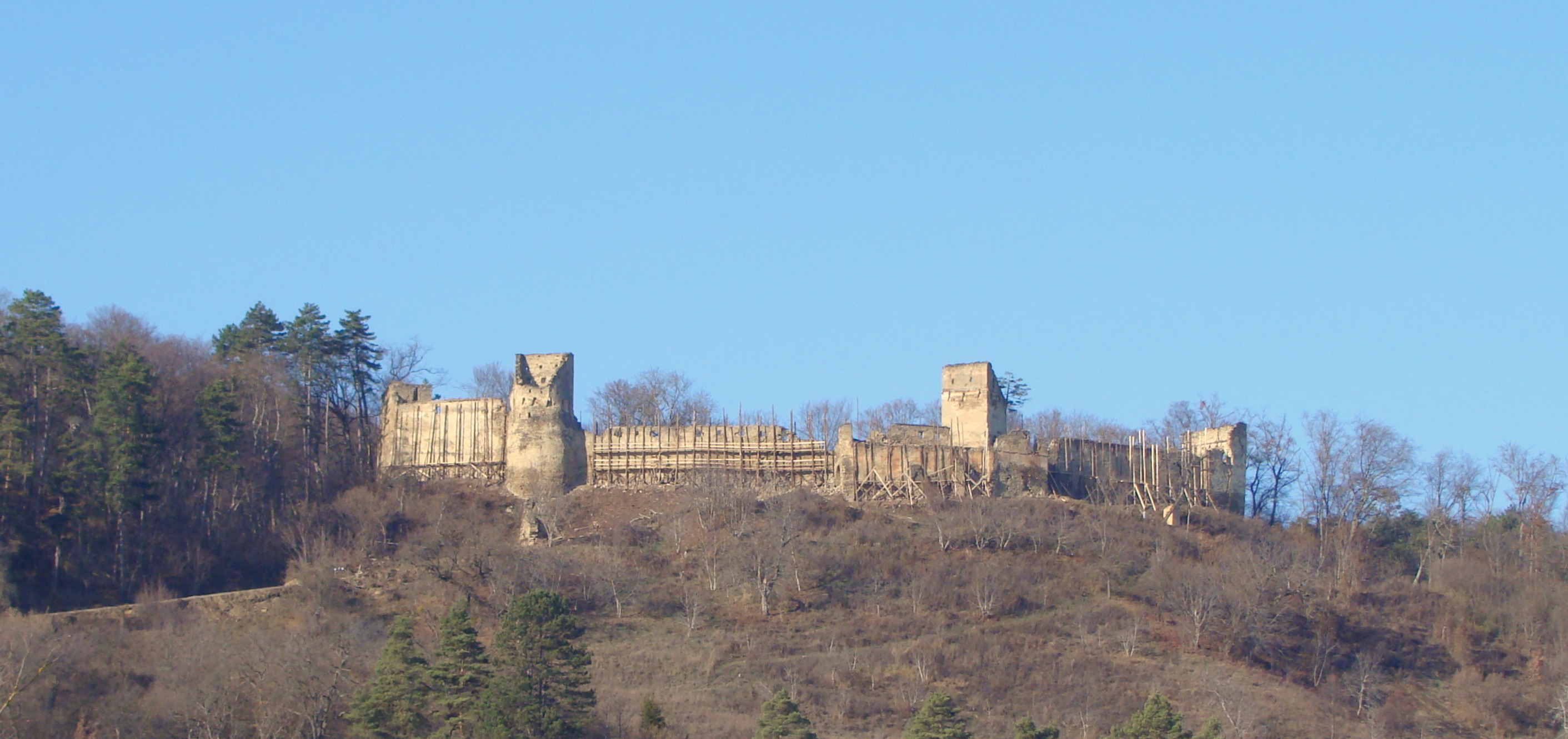
Cetatea Țărănească din Saschiz în timpul lucrărilor de restaurare (decembrie 2019)

Fortificația săsească construită între secolele al XIV-lea–al XV-lea, cu ziduri înalte până la 9 m. Întreg ansamblul a fost înconjurat de un puternic zid de apărare, al cărui traseu este urmat de actuala împrejmuire a bisericii. 

## Cetatea țărănească

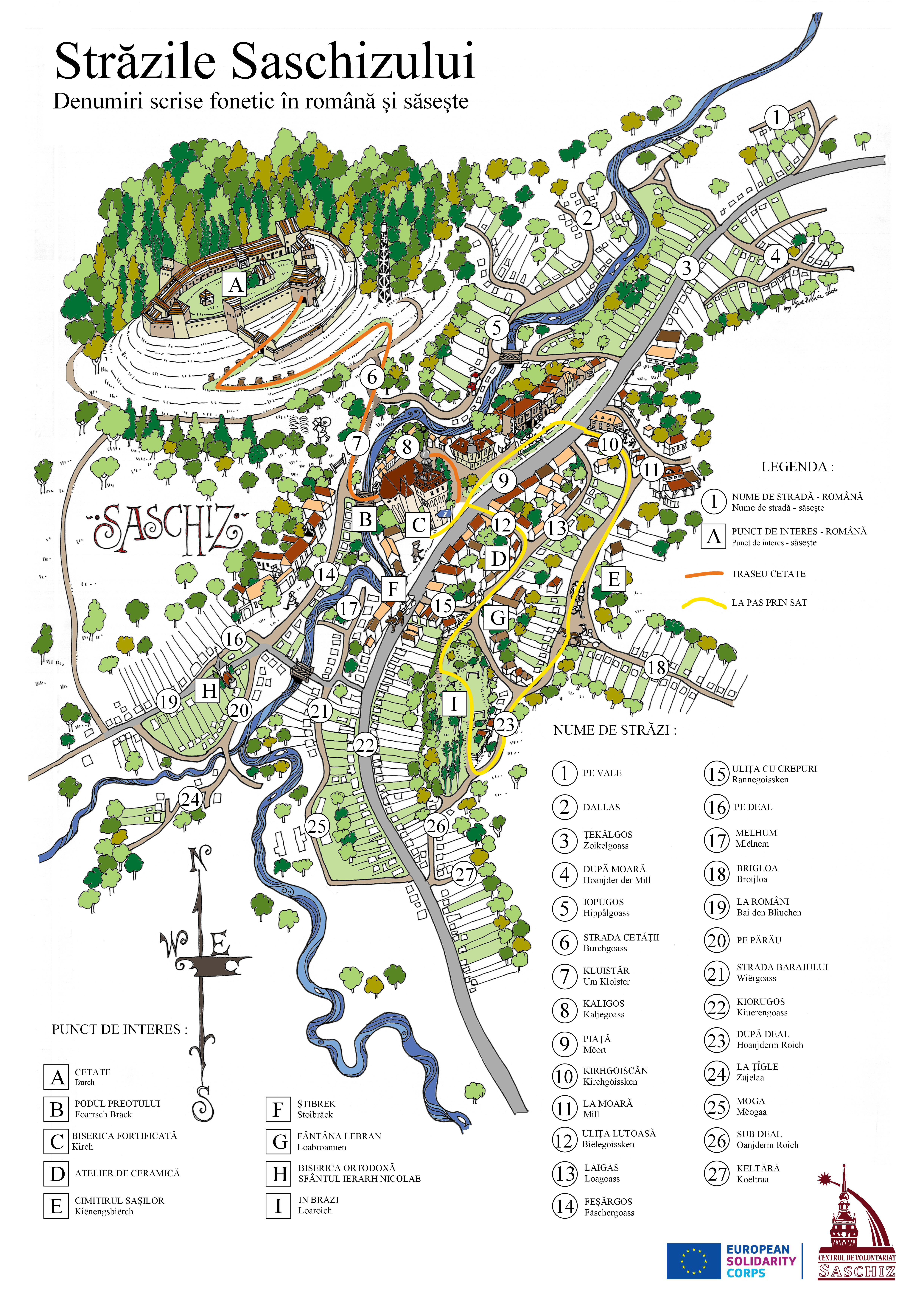
Hartă a Saschizului, realizată în contextul proiectului „Saschiz - Finding the way back to the roots” al Centrului de Voluntariat Saschiz, prin care s-a urmărit scoaterea la lumină a moștenirii culturale pe care o poartă denumirile vechi săsești ale străzilor și denumirile populare ale locurilor din sat.

Cetatea Țărănească din Saschiz este situată pe dealul de lângă biserică. Pe o piatră a cetății este dăltuit anul 1343. Cetatea a avut șase bastioane și o fântână adâncă de 60 m (care astăzi mai are numai 1–2 m). Legenda spune că din fundul fântânii ar fi pornit un tunel ce duce până în centrul comunei.

## Personalități
- Georg Jeremias Haner (1707-1777), superintendent luteran al Transilvaniei
- Lorenz Umling (1707-1790), meșter stabilit la Cluj